# Paweł Jaroszyński
Paweł Jaroszyński (ur. 2 października 1994 w Lublinie) – polski piłkarz, występujący na pozycji obrońcy we włoskim klubie US Salernitana 1919. Wychowanek klubu Górnik Łęczna.

## Kariera
W lipcu 2011 roku przeszedł na zasadzie wolnego transferu do Cracovia. Przez pierwsze dwa sezony występował w zespołach juniorskich oraz w drużynie grającej w Młodej Ekstraklasie. W sezonie 2013/2014 w meczu 5 kolejki Ekstraklasy zadebiutował w pierwszej drużynie Cracovii w meczu z Zagłębiem Lubin, występując na boisku przez 75 minut, kiedy został zmieniony przez Sławomira Szeligę. W sezonie 2015/2016 strzelił swoją pierwszą bramkę w barwach Cracovii w zremisowanym 2:2 meczu Ekstraklasy z Piastem Gliwice.
W lipcu 2017 roku podpisał czteroletni kontrakt z Chievo Werona. Transfer opiewał na kwotę 400 tysięcy euro. Debiutował w nowym zespole w derbowym spotkaniu z Hellas Verona w Pucharze Włoch przegranym po rzutach karnych 5:6. Jaroszyński zagrał w tym spotkaniu 101 minut, a następnie został zmieniony przez Massimo Gobbiego. 3 grudnia 2017 roku w 15 kolejce zadebiutował w Serie A w spotkaniu przeciwko Interowi Mediolan przegranym 5:0. Zagrał w tym spotkaniu 3 minuty wchodząc na boisko za Massimo Gobbiego.
22 czerwca 2019 roku klub Serie A Genoa CFC ogłosił transfer definitywny Pawła Jaroszyńskiego z Chievo Werona. Kwota za jaką został wykupiony to 4 miliony euro.
7 sierpnia 2019 roku Genoa CFC wypożyczyła Jaroszyńskiego do występującego w Serie B US Salernitana 1919. W nowym klubie zadebiutował w spotkaniu Pucharu Włoch z US Catanzaro 1929 wygranym przez jego zespół 3:1. Zawodnik w Serie B zadebiutował w spotkaniu pierwszej kolejki z Delfino Pescara 1936 wygranym przez jego zespół 3:1. Jaroszyński rozegrał 90 minut i zanotował asystę przy bramce na 1:0.
Po zakończonym sezonie 2019/2020 Genoa CFC wypożyczyła Jaroszyńskiego do występującego w Serie B Delfino Pescara 1936. Po rozegraniu w barwach drużyny z Pescary rundy jesiennej sezonu 2020/2021 Paweł Jaroszyński ponownie został wypożyczony do US Salernitana 1919. W 2022 Salaternitana go wykupiła, a 31 sierpnia 2022 roku wypożyczyła do Cracovii. W drużynie „Pasów” zadebiutował 3 września, w wygranym 3:0 spotkaniu przeciwko Rakowowi Częstochowa. 

## Statystyki
| Klub                        | Sezon              | Liga               | Liga  | Liga   | Puchar Kraju | Puchar Kraju | Europa | Europa | Suma  | Suma   |
| Klub                        | Sezon              | Liga               | Mecze | Bramki | Mecze        | Bramki       | Mecze  | Bramki | Mecze | Bramki |
| --------------------------- | ------------------ | ------------------ | ----- | ------ | ------------ | ------------ | ------ | ------ | ----- | ------ |
| Cracovia                    | 2013/14            | Ekstraklasa        | 13    | 0      | –            | –            | –      | –      | 13    | 0      |
| Cracovia                    | 2014/15            | Ekstraklasa        | 15    | 0      | 3            | 0            | –      | –      | 18    | 0      |
| Cracovia                    | 2015/16            | Ekstraklasa        | 22    | 1      | 2            | 0            | –      | –      | 24    | 1      |
| Cracovia                    | 2016/17            | Ekstraklasa        | 12    | 0      | 0            | 0            | 0      | 0      | 12    | 0      |
| Cracovia                    | Łącznie            | Łącznie            | 62    | 1      | 5            | 0            | 0      | 0      | 67    | 1      |
| Chievo Werona               | 2017/18            | Serie A            | 11    | 0      | 1            | 0            | –      | –      | 12    | 0      |
| Chievo Werona               | 2018/19            | Serie A            | 19    | 0      | 1            | 0            | –      | –      | 20    | 0      |
| Chievo Werona               | Łącznie            | Łącznie            | 30    | 0      | 2            | 0            | 0      | 0      | 32    | 0      |
| US Salernitana 1919 (wyp.)  | 2019/20            | Serie B            | 32    | 0      | 2            | 0            | –      | –      | 34    | 0      |
| US Salernitana 1919 (wyp.)  | Łącznie            | Łącznie            | 32    | 0      | 2            | 0            | 0      | 0      | 34    | 0      |
| Delfino Pescara 1936 (wyp.) | 2020/21            | Serie B            | 16    | 0      | 1            | 0            | -      | -      | 17    | 0      |
| Delfino Pescara 1936 (wyp.) | Łącznie            | Łącznie            | 16    | 0      | 1            | 0            | 0      | 0      | 17    | 0      |
| US Salernitana 1919 (wyp.)  | 2020/21            | Serie B            | 8     | 0      | 0            | 0            | -      | -      | 8     | 0      |
| US Salernitana 1919 (wyp.)  | Łącznie            | Łącznie            | 8     | 0      | 0            | 0            | 0      | 0      | 8     | 0      |
| Ogólnie w karierze          | Ogólnie w karierze | Ogólnie w karierze | 148   | 1      | 10           | 0            | 0      | 0      | 158   | 1      |

## Życie prywatne
Jego ojcem jest Piotr Jaroszyński, który również zawodowo grał w piłkę nożną. Brat Jakub Jaroszyński również został piłkarzem.